# Passo del Vivione
Der Passo del Vivione ist ein Gebirgspass in der italienischen Region Lombardei. Er verbindet zwei Seitentäler des Valcamonica, das Valle Paisco in der Provinz Bergamo und das Valle di Scalve in der Provinz Brescia. Der Übergang wird von einer gut befahrbaren und landschaftlich reizvollen Straße erschlossen, hat heute aber nur lokale Bedeutung.

## Straße

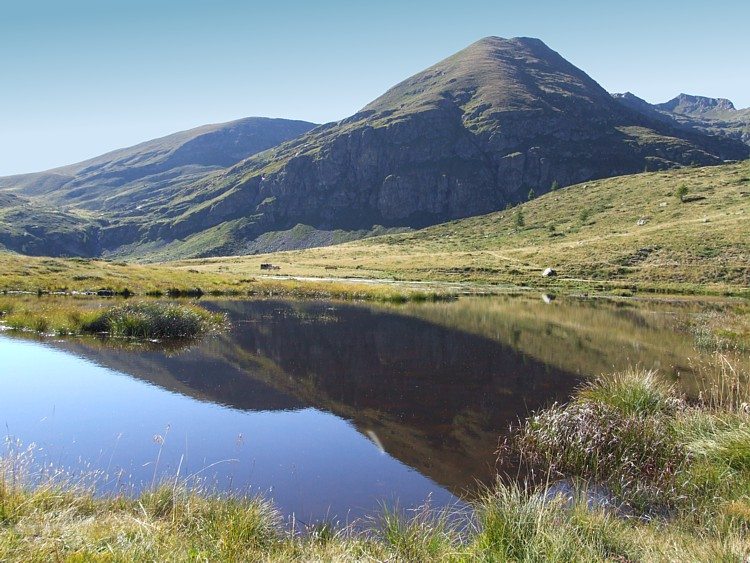
Auf der Passhöhe

Der Vivione wurde schon immer lokal begangen, stand aber früher auch immer in Konkurrenz zu benachbarten Übergängen, insbesondere dem Zovetta- und dem Campellipass, die heute verwaist und faktisch ungenutzt sind.
Kurt Mair, der Verfasser des ersten Alpenstraßennachschlagewerkes, befuhr in den 1920er-Jahren als einer der ersten Ausländer die Passstraße. Als er aufgrund fehlender Straßenkarten den Namen des Passes bei Einheimischen nachfragte, verstand er fälschlich „Gaffione“. Da Mair diesen falschen Namen in seinem Buch „Hochstraßen der Alpen“ (1930) publizierte, fand er später eine gewisse Verbreitung auch in anderen Werken.
In jüngster Zeit hat man auf dieser durch ein altes Bergbaugebiet führenden Bergstrecke die schwierigsten Passagen modernisieren können. Die heutige Straße über den Vivione ist gut, aber nur einspurig ausgebaut, zudem auch recht kurven- und kehrenreich. Der Höhenunterschied beträgt von Südwesten, von Dezzo aus 1092 Meter, von Forno Allione im Nordosten 1342 Meter, die maximale Steigung beträgt auf beiden Seiten 12 Prozent.